# Afonso Figueiredo
Afonso Figueiredo (ur. 6 stycznia 1993 w Lizbonie) – portugalski piłkarz występujący na pozycji obrońcy w portugalskim klubie CD Aves.

## Kariera klubowa
Wychowanek Sportingu i CF Os Belenenses, w swojej karierze grał także w takich zespołach jak SC Braga.
1 lipca 2016 roku podpisał 4-letni kontrakt z pierwszoligowym Stade Rennais FC.
| Sezon   | Klub             | Kraj       | Rozgrywki     | Mecze | Bramki |
| ------- | ---------------- | ---------- | ------------- | ----- | ------ |
| 2012/13 | SC Braga B       | Portugalia | Segunda Liga  | 10    | 0      |
| 2013/14 | Boavista FC      | Portugalia | Primeira Liga | 23    | 0      |
| 2014/15 | Boavista FC      | Portugalia | Primeira Liga | 20    | 0      |
| 2015/16 | Boavista FC      | Portugalia | Primeira Liga | 25    | 1      |
| 2016/17 | Stade Rennais FC | Francja    | Ligue 1       | 5     | 0      |
| 2017/18 | Stade Rennais FC | Francja    | Ligue 1       | 5     | 0      |
| 2017/18 | Lewski Sofia     | Bułgaria   | A PFG         | 6     | 0      |
| 2018/19 | Rio Ave FC       | Portugalia | Primeira Liga |       |        |